# Anelaphus subinermis
Anelaphus subinermis là một loài bọ cánh cứng trong họ Cerambycidae.